# Mazinho
Iomar do Nascimento (Santa Rita, 8 de abril de 1966), mais conhecido como Mazinho, é um ex-futebolista brasileiro que atuava como meio-campista ou lateral.
Ao longo de sua carreira, passou por vários clubes do Brasil e da Europa, além da Seleção Brasileira, pela qual foi campeão da Copa do Mundo FIFA de 1994.
Tem dois filhos que também seguiram a carreira futebolística: o mais velho, Thiago Alcântara, nascido na Itália e criado na Espanha, aposentado, enquanto o mais novo, Rafinha Alcântara, joga no Al-Arabi.

## Carreira

### Vasco da Gama
Formado nas categorias de base do modesto Santa Cruz da Paraíba, ainda na base foi para o Vasco da Gama, onde subiu ao time profissional e demonstrou uma técnica apurada.
Mazinho chegou em São Januário em 1983, o Gigante da Colina adquiriu o jovem jogador por 1 milhão de cruzeiros junto ao Santa Cruz-PB. O Fluminense tentou contratá-lo, mas a escolha pelo Vasco foi influenciada pela estrutura superior oferecida e que se destacava no desenvolvimento de jovens jogadores. Assim, o paraibano optou pelo Vasco da Gama.
Ao chegar ao Rio de Janeiro, o jovem paraibano recebeu uma gratificação de 10 mil cruzeiros, além de benefícios como moradia, alimentação, assistência médica e odontológica, e acesso à educação. O Vasco investia cerca de 7 milhões de cruzeiros mensais (aproximadamente R$ 2.500,00) em estrutura para captação e desenvolvimento de jovens jogadores. "Como vascaíno, era uma oportunidade única". — Mazinho.
Um dos grandes laterais-esquerdos da história do clube carioca, Mazinho foi revelado junto com Romário, Lira, Mário Tilico e outros. Mazinho fez sua estreia pelo Vasco em 30 de novembro de 1985,  jogo válido pelo Campeonato Estadual de 1985, derrota para o Flamengo por 2-0, gols de Bebeto (Flamengo 30/2ºT) e Valtinho (Flamengo 38/2ºT). Ele fez seu primeiro gol em um jogo amistoso entre Vasco e Nova Venécia, vitória do time da Colina por 5-1, na data de 6 de dezembro de 1985. Foram poucas partidas em seu ano de estreia, mas o suficiente para lhe assegurar a posição de titular em 1986.
Por três vezes, em 1987, 1988 e 1989, recebeu a Bola de Prata como um dos melhores jogadores do campeonato de seu país.
Em meados de 1990 deixou o Vasco com 232 jogos e 17 gols, além de conquistar vários dos principais títulos: três Taças Guanabara (1986, 1987 e 1990), uma Taça Rio (1988), dois Estaduais (1987 e 1988), três Troféus Ramón de Carranza (1987, 1988 e 1989) e um Campeonato Brasileiro (1989).

### Lecce
No ano de 1990 foi para a Itália, onde teve curtas passagens pelo Lecce, ele jogou 34 partidas pelo time do Salento no campeonato da Série A de 1990-1991, com 2 gols marcados, e um golo na Copa da Itália.

### Fiorentina
Para a temporada 1991-1992 da Série A, ele foi comprado pela Fiorentina por 8 bilhões de liras. Mazinho disputou 21 partidas pelo campeonato, sendo utilizado como meio-campista, e não marcou nenhum gol, já na Copa da Itália foi utilizado em três partidas.

### Palmeiras
Em 1992 retornou ao Brasil para jogar pelo Palmeiras, que montou uma máquina no início daquela década. Mazinho ajudou o clube a conquistar o Campeonato Paulista e o Brasileirão de 1993, além do bicampeonato paulista no ano seguinte.
Mazinho deixou o Palmeiras, onde jogou entre 92 e 94, pelo time comandado por Luxemburgo,ele fez 127 jogos (79 vitórias, 24 empates e 24 derrotas) e marcou dois gols, segundo números do "Almanaque do Palmeiras", de Celso Unzelte e Mário Sérgio Venditti.

### Valencia
Contratado em 1994 por Paco Roig a pedido do técnico Carlos Alberto Parreira, Mazinho voltou da Copa dos EUA já como jogador do Valencia, da Espanha. Ele estreou em torneio amistoso onde o Valencia venceu o Barcelona por 1-0.
Mazinho viveu duas temporadas de montanha-russa no esporte, embora com um honroso vice-campeonato em 95-96, em que disputou 40 jogos. Aos 30 anos, o técnico Luis Aragonés sugeriu uma mudança de ares, assim deixou o Valencia

### Celta
Atuou ainda pelo Celta de Vigo, onde se tornou ídolo (jogou em todas as posições, exceto de goleiro e atacante).
Mazinho permaneceu quatro temporadas em Vigo. Com este clube, disputou 114 partidas na La Liga, marcando oito gols. Ele também fez dez jogos na Copa da UEFA. Com Mazinho o Celta de Vigo chegou às quartas de final da Copa UEFA na temporada 1998–99, sendo eliminado pelo Olympique de Marseille.s quartas-de-final, Mazinho foi titular no jogo de ida vencido por 2 a 1 pelo clube olímpico.Durante a Ele também começou a segunda mão, que terminou em 0-0. Na temporada seguinte, o clube repete o desempenho, mas Mazinho perdeu a posição de titular.

### Elche
Em 19 de julho de 2000, Mazinho assinou contrato de um ano com o Elche, da Segunda Divisão.Mazinho chegou como grande contratação, porém, não se destacou muito e disputou apenas 17 partidas.

### Vitória
Em 2001, Mazinho acertou com o Vitória, que anunciou sua contratação no dia 4 de julho. A contratação foi um pedido do técnico Valdyr Espinosa, como em todo time que não vai bem, houve trocas no comando e no time titular. Assim, Mazinho acabou indo para o banco de reservas da equipe baiana. Ao final do Brasileirão, o Vitória ficou apenas na 16ª posição entre os 28 times que disputaram a competição. Mazinho, que fez 15 partidas pelo Rubro Negro baiano, acabado o campeonato, ele resolveu encerrar a carreira com 35 anos.

### Como treinador
Mazinho treinou por um mês no Vasco da Gama em janeiro de 2001, mas não acertou com a equipe carioca. Acabou sendo anunciado pelo Vitória em julho, clube em que atuou até dezembro e encerrou sua carreira como jogador.
Em janeiro de 2009 assumiu o modesto Aris Salônica, da Grécia, onde exerceu a função de treinador pela primeira vez. Permaneceu na equipe até novembro, até ser demitido e dar lugar ao argentino Héctor Cúper.

## Seleção Brasileira
Em 1988, Mazinho disputou com a seleção brasileira os Jogos Olímpicos de Seul e conquistou a prata. Em maio de 1989 estreou-se pela seleção principal, em amistoso contra o Peru.
Pouco tempo depois, fez parte do time que conquistou a Copa América de 1989.Ele foi usado em seis dos sete jogos possíveis. Na final contra o Uruguai, jogou os 90 minutos completos. Um ano depois foi convocado para a seleção de Sebastião Lazaroni para a Copa do Mundo da Itália. Lá ele esteve com Dunga, Alemão e Valdo muita competição no meio-campo da Seleção e por isso não foi utilizado.
Em 1991 participou da Copa América de 1991, onde o Brasil terminou em segundo lugar.
Em 1994 ganhou a posição de Raí na Seleção Brasileira e foi importantíssimo na conquista da Copa do Mundo FIFA de 1994, realizada nos Estados Unidos.
Mazinho disputou 39 jogos pela seleção, sem registrar um gol, no entanto, apenas 35 dessas seleções são consideradas "oficiais".

## Títulos
Vasco da Gama
- Taça Guanabara: 1986, 1987 e 1990
- Campeonato Carioca: 1987 e 1988
- Taça Rio: 1988
- Campeonato Brasileiro: 1989
- Troféu Ramón de Carranza: 1987, 1988 e 1989
- Torneio de Metz (França): 1989
- Copa TAP: 1987
- Copa Ouro (EUA): 1987
- Taça Cidade Juiz de Fora: 1986 e 1987
- Taça Jerônimo Bastos: 1988
- Taça Adolpho Bloch: 1990

Palmeiras
- Campeonato Paulista: 1993[34] e 1994
- Campeonato Brasileiro: 1993
- Torneio Rio-São Paulo: 1993
- Taça Reggiana (Itália): 1993

Valência
- Troféu Naranja: 1994

Celta de Vigo
- Troféu Cidade de Vigo: 1997 e 1998

Seleção Carioca
- Campeonato Brasileiro de Seleções Estaduais: 1987

Seleção Brasileira
- Jogos Olímpicos: 1988 (medalha de prata)
- Copa América: 1989
- Copa do Mundo: 1994

### Prêmios individuais
- Bola de Prata da Placar: 1987, 1988 e 1989
- Equipe Ideal da América: 1989